# Ton van Kluyve
Ton van Kluyve (Amsterdam, 7 november 1935 – 11 maart 2017) was een Nederlands zanger die in de jaren zeventig met Mijn Hoempapa de hitparade (Nationale Hitparade en Top 40) haalde.

## Discografie

### Singles
| Single met eventuele hitnotering(en) in de Nederlandse Top 40 | Datum van verschijnen | Datum van binnenkomst | Hoogste positie | Aantal weken | Opmerkingen                   |
| ------------------------------------------------------------- | --------------------- | --------------------- | --------------- | ------------ | ----------------------------- |
| Mijn Hoempapa                                                 |                       | 1975                  | 25              | 3            | #27 in de Nationale Hitparade |
| Ik hou van jou en van de zonneschijn                          |                       | 1975                  |                 |              |                               |
| Ik voel me helemaal te gek vandaag                            |                       | 1976                  |                 |              |                               |
| Als ik de zon zie                                             |                       | 1976                  |                 |              |                               |
| Lekker flauwekullen                                           |                       | 1978                  |                 |              |                               |
| Sjoemelen                                                     |                       | 1978                  |                 |              |                               |
| Harry de straatmuzikant                                       |                       | 1978                  |                 |              |                               |
| Laat's wat van je horen                                       |                       | 1978                  |                 |              |                               |
| Ikke en me schuiftrompetje                                    |                       | 1978                  |                 |              |                               |
| Ik ben de enige echte zoon van de prins                       |                       | 1979                  |                 |              |                               |
| Overal cactussen                                              |                       | 1979                  |                 |              |                               |
| Zeg troel                                                     |                       | 1979                  |                 |              |                               |
| Ik ben zo blij als 'n vogeltje                                |                       | 1979                  |                 |              |                               |
| Tante Caledonia                                               |                       | 1980                  |                 |              |                               |
| De kermis op                                                  |                       | 1980                  |                 |              |                               |
| Aan de Côte d'Azur                                            |                       | 1981                  |                 |              |                               |
| Als je me kust Marie...                                       |                       | 1981                  |                 |              |                               |